# Samodzielny Batalion Moździerzy
Samodzielny batalion moździerzy – pododdział piechoty Wojska Polskiego II RP z okresu kampanii wrześniowej 1939 roku II wojny światowej.

## Formowanie i zmiany organizacyjne
Samodzielny Batalion Moździerzy nie występował w organizacji pokojowej Wojska Polskiego. Jego dowództwo zostało zaimprowizowane w czasie kampanii wrześniowej 1939 roku, natomiast mobilizacja wchodzących w jego skład trzech kompanii moździerzy została przygotowana i przeprowadzona zgodnie z planem mobilizacyjnym „W”. Kompanie moździerzy nr 1, 2 i 3 zostały sformowane w I rzucie mobilizacji powszechnej, planowo do 2 września. Jednostką mobilizującą było Centrum Wyszkolenia Obrony Przeciwlotniczej i Przeciwgazowej w Trauguttowie koło Brześcia, które miało pełnić dla kompanii moździerzy funkcję ośrodka zapasowego. Kompanie zostały utworzone według organizacji wojennej L.3008/mob.org. 
Organizacja wojenna samodzielnych 1, 2 i 3 kompanii moździerzy:
- drużyna dowódcy
- pluton łączności
- pluton zwiadowców
- trzy plutony moździerzy x 4 działony moździerzy kal. 81 mm wz. 1931[1].

Wspomniana organizacja, czyli w dzisiejszym znaczeniu - etat, została zaliczona do organizacji jednostek piechoty, natomiast w tabeli mobilizacyjnej 22-IX-168 kompanie zostały określone, jako oddziały broni chemicznej.
Organizacja improwizowanego batalionu moździerzy sformowanego 5 IX 1939:
- dowództwo (improwizowane)
- trzy kompanie moździerzy
- pluton gospodarczy.
- Łącznie 870 żołnierzy, w tym 16 oficerów, 220 koni, 64 wozy taborowe, 36 moździerzy 81 mm, 4800 granatów, w tym 1000 ciężkich[1].

Na stanowisko dowódcy batalionu został wyznaczony kapitan Józef Cebula. Według innych źródeł dowodzenie przejął dowódca 1 kompanii moździerzy kpt. Józef Cwynar. Na uzbrojeniu batalionu znalazło się trzydzieści sześć 81 mm moździerzy i 4800 granatów (133 pocisków na jeden moździerz). Kompanie moździerzy przeznaczone były do walki chemicznej, natomiast w kampanii wrześniowej zostały wykorzystane jako broń towarzysząca piechoty.

## Działania bojowe
9 września batalion stacjonował we wsi Przyłuki koło Brześcia. Batalion miał zostać załadowany do transportu kolejowego i miał być odesłany w rejon Lwowa do dyspozycji gen. broni Kazimierza Sosnkowskiego. Z uwagi na brak transportu kolejowego w Brześciu, 11 września 1939 roku batalion opuścił Brześć, a wieczorem 12 września odmaszerował na Kowel. Rano 15 września pododdział przybył do rejonu na północ od Ratna i wszedł w skład Grupy „Kowel” pułkownika dyplomowanego Leona Koca. Stacjonował w rejonie wsi Dubica do 17 września. W dniach 17-19 września w batalionie następuje częściowa demobilizacja i dezercja mniejszości narodowych. Ubyli głównie woźnice i drużyny łączności z kompanii. W koszarach 50 pułku piechoty batalion uzupełnił swój skład ochotnikami, w tym plutonem łączności z Ośrodka Zapasowego 16 Dywizji Piechoty. Zakopano tu część sprzętu i amunicji.
20 września batalion podjął marsz w kierunku Brześcia n/Bugiem w składzie oddziałów Grupy „Kowel”. W trakcie marszu batalion samodzielnie zmienił kierunek marszu w stronę Włodzimierza Wołyńskiego, dotarł w jego pobliże po północy 21 września. Stanął we wsi Werba na północ od Włodzimierza Wołyńskiego. Na wieść o zajęciu Włodzimierza przez oddziały sowieckie i kapitulacji większości zgromadzonych tam oddziałów Grupy „Włodzimierz” podjął marsz w kierunku zachodnim, na przeprawę w Uściługu przez Bug. Przed odmarszem kpt. Cwynar dokonał reorganizacji batalionu, z trzech kompanii moździerzy, formuje jedną, z pozostałych żołnierzy formuje kompanię strzelecką, pluton gospodarczy i zwiad konny. Część żołnierzy odeszła, w batalionie zostają głównie ochotnicy. Z uwagi na zajęcie Uściługu przez oddziały sowieckie, batalion nocnym marszem odszedł na północ w kierunku Horodła. Podczas marszu obok batalionu maszerował dywizjon konny Policji Państwowej z Warszawy. Batalion moździerzy 22 września przeprawił się brodem przez Bug, po czym przeszedł przez Horodło do wsi Kopyłów, gdzie na postoju uporządkował pododdziały. W trakcie przeprawy utracono kilka wozów i kuchnię polową.
22 września wieczorem batalion przybył pod Hrubieszów, gdzie kpt. Cwynar podporządkował się dowódcy Grupy „Hrubieszów” mjr. dypl. st. spocz. Witoldowi Radziulewiczowi. Batalion na noc zajął kwatery w koszarach. O godz. 5.00 23 września batalion kpt. Cwynara zajął wieś Husynne, gdzie przystąpił do organizacji obrony. W dniach 23-24 września 1939 roku batalion walczył pod Husynnem z oddziałami 8 Korpusu Strzelców Armii Czerwonej, w tym 36 Lekką Brygadą Czołgów i pododdziałami 81 Dywizji Strzeleckiej. 24 września batalion moździerzy w zasadzce sowieckiej 81 DStrz. częściowo dostał się do niewoli sowieckiej, a częściowo uległ rozproszeniu. 

## Obsada dowódcza
Obsada do 17 września 1939
- dowódca batalionu moździerzy - kpt. Józef Cwynar (jednocześnie dowódca 1 kompanii)

- dowódca 1 kompanii moździerzy - kpt. Józef Cwynar
- dowódca 2 kompanii moździerzy - por. Władysław Lankiewicz
- dowódca 3 kompanii moździerzy - por. Bronisław Czaja.

Obsada dowódcza po reorganizacji 21 września 1939
- dowódca batalionu - kpt. Józef Cwynar
- adiutant batalionu - por. Bronisław Czaja
- dowódca kompanii moździerzy - por. Władysław Lankiewicz
  - dowódca I plutonu - kpr. pchor. Marian Gorzkowski
  - dowódca II plutonu - ppor. rez. Stanisław Grażewicz
  - dowódca III plutonu - NN
- dowódca kompanii strzeleckiej - ppor. rez. Windakiewicz
  - dowódca plutonu - ppor. rez. Wacław Stasiak
- dowódca zwiadu konnego - kpr. pchor. piech. rez. Włodzimierz Rzeczycki?
- dowódca plutonu gospodarczego - NN[6].